# Bílovický hřbet
Bílovický hřbet je geomorfologický okrsek na jižní Moravě, severně od Brna. Je součástí podcelku Adamovské vrchoviny, která je částí Drahanské vrchoviny.
Bílovický hřbet vytváří jihovýchodní okraj Adamovské vrchoviny, který se zařezává do prostoru Moravského krasu, východně od průlomového údolí řeky Svitavy. Je tvořen granodiority brněnského masivu a spodnodevonskými slepenci. Nejvyšším bodem je kóta 465 m n. m. (Zadní Hády / Spálenisko).
Většina Bílovického hřbetu je zalesněna a spadá do působnosti Školního lesního podniku Masarykův les Křtiny Mendelovy univerzity v Brně, skalní ostrožny nad údolím Svitavy obsahují také teplomilnou flóru. Jedná se o příměstskou výletní oblast těsně za hranicemi Brna s množstvím pomníků a studánek ve správě ŠLP Křtiny. V prostoru Bílovického hřbetu se nachází národní přírodní rezervace Hádecká planinka a přírodní rezervace Zadní Hády.